# Nicco Montaño
Nicco Montaño (ur. 16 grudnia 1988 w Shiprock) – amerykańska zawodniczka mieszanych sztuk walki (MMA) pochodzenia indiańskiego, zwyciężczyni 26 sezonu The Ultimate Fighter wagi muszej i mistrzyni Ultimate Fighting Championship w tejże wadze z 2017.

## Kariera sportowa
Urodziła się w Shiprock (stan Nowy Meksyk), ze strony matki pochodzenia indiańskiego z plemienia Nawaho. Dorastała w rezerwacie Nawaho w Lukachukai.
Amatorsko w MMA zadebiutowała w 2013 roku, do marca 2015 uzyskując bilans pięciu zwycięstw bez porażki. W tym samym roku 20 listopada zawodowo zadebiutowała pokonując Stacey Sigalę przez techniczny nokaut. 8 października 2016 zdobyła mistrzostwo King of the Cage wagi koguciej po pokonaniu Jamie Milanowski przez TKO. 7 stycznia 2017 przegrała z Julią Avilą jednogłośnie na punkty.
Pod koniec sierpnia 2017 wzięła udział w 26 edycji reality show The Ultimate Fighter, gdzie główną nagrodą do wygrania (poza kontraktem z UFC) było inauguracyjne mistrzostwo wagi muszej. Będąc w drużynie prowadzonej przez Justina Gaethje, Montaño ostatecznie wygrała TUF'a pokonując w czasie programu m.in. Barb Honchak oraz w finale który miał miejsce 1 grudnia 2017 Roxanne Modafferi (w zastępstwie za niedysponowaną finalistkę Sijarę Eubanks) jednogłośnie na punkty, zostając tym samym pierwszą mistrzynią UFC wagi muszej (do 57 kg).
8 września 2018 miała odbyć pierwszą obronę pasa przeciwko Walentinie Szewczenko jednakże przed oficjalnym ważeniem 7 września, Montaño została przetransportowana do szpitala w wyniku dysfunkcji nerek związanej z nadmiernym ścinaniem wagi i walkę anulowano. Prezydent UFC Dana White poinformował również, że pas mistrzowski który Montaño dzierżyła zostaje jej odebrany.

## Osiągnięcia
- 2015: amatorska mistrzyni Prize FC wagi koguciej[1]
- 2016: mistrzyni King of the Cage w wadze koguciej
- 2017: zwyciężczyni 26 sezonu The Ultimate Fighter w wadze muszej
- 2017–2018: mistrzyni UFC w wadze muszej